# مقاطعة بلاند (فيرجينيا)
 مقاطعة بلاند  (بالإنجليزية:  Bland County)‏ هي إحدى المقاطعات في ولاية فيرجينيا في الولايات المتحدة الأمريكية.